# Denisse Guerrero
Denisse Guerrero Flores (Los Mochis, Sinaloa, 8 de Agosto de 1980) é uma cantora e compositora mexicana, mais conhecida por seu trabalho como vocalista na banda de pop eletrônico Belanova

## História

### Vida pré-Belanova
Desde quando era criança, Denisse sempre se interessou pela música e canto e chegou a ser a voz principal em vários eventos religiosos promovidos pela escola marista em que estudava Centro Escolar do Noroeste. Em 1998, quando terminou seu bacharelado, Denisse foi morar em Guadalajara, Jalisco, para estudar e lá conheceu Ricardo e Edgar, com quem posteriormente formou a Belanova

### Belanova
A banda se formou em 2000, o trio decidiu se juntar. Denisse e Edgar estudavam junto e, por sua vez, Edgar e Richie tocavam covers em um bar. Em 2002, a gravadora Universal demonstrou interesse no som da banda e lançou seu primeiro disco, Cocktail, no ano seguinte, sob o selo de música eletrônica Virus Records.
O álbum obteve grande sucesso no mercado mexicano, e a gravadora decidiu lançar os seguintes discos sob o selo principal. Dulce Beat, lançado em 2005 ultrapassou as vendas do álbum anterior e emplacou diversos singles nas paradas de sucesso mexicanas. O mesmo fez Fantasía Pop, o disco seguinte, que detém o recorde de mais músicas vendidas não-fisicamente no país.

## Discografia

### Álbuns de estúdio
- 2003: Cocktail
- 2005: Dulce Beat
- 2007: Fantasía Pop

### Álbuns ao vivo
- 2006: Dulce Beat Live
- 2008: Tour Fantasía Pop